# Green Hell (jeu vidéo)
Pour les articles homonymes, voir Hell et L'enfer vert.
Green Hell est un jeu vidéo de survie développé et édité par Creepy Jar, il se déroule dans la forêt amazonienne.
Il sort sur Playstation 5 et Xbox (série X et S) le 14 aout 2024

## Système de jeu
Le jeu se joue à la première personne en mode solo ou en multijoueur coop. Il s'agit d'une simulation de monde ouvert dans laquelle le joueur doit assurer sa survie en collectant des matières premières et de la nourriture ainsi qu'en fabriquant des objets spécifiques. Le joueur commence dans un camp de jungle solitaire sans autre contexte. L'environnement du jeu change de manière dynamique et influence l'état physique et psychologique du personnage, par exemple sous forme d'hallucinations. De plus, le joueur doit faire attention à une alimentation équilibrée, visible sur une smartwatch. Le joueur doit dormir suffisamment et maintenir sa santé en évitant par exemple tout contact avec des animaux venimeux ou des aliments peu recommandables et éviter les blessures. Pour restaurer la santé, le joueur peut fabriquer des médicaments et des bandages. Une boussole et un GPS servent d'aides à la navigation.

## Accueil
Le titre a été bien accueilli par les critiques. Sur Metacritic, il détient une cote d'approbation de 77/100, basée sur douze avis. Le 24 juin 2020, Creepy Jar a annoncé que le jeu s'était vendu à plus d'un million d'exemplaires.

### Nominations
Le jeu a été nommé aux Central & Eastern European Game Awards 2019 dans les catégories Meilleur jeu et Meilleur design.